# Sofia Dyminski
Sofia Winklewski Dyminski (Oremburgo, 1918 - Curitiba, 21 de janeiro de 2011) foi uma pintora e artista plástica nascida na Rússia e radicada no Brasil. Foi considerada uma das pintoras mais representativas do Paraná.

## Biografia
Embora Sofia Winklewski tenha nascido em território russo em 1918, sua família é de origem polaca. Filha de Edward Waleryan Winklewski e de Praxeda Hovard, em 1920 a família voltou para a Polônia após o fim da I Guerra Mundial e a Revolução comunista na Rússia. Ainda criança, Sofia migrou com a família para o Brasil e chegou a São Paulo em 1929. Em 1932 mudou-se para o Paraná, indo residir na cidade de Paranaguá. Casou-se com Antonio Dyminski em 1940, também de origem polonesa e tiveram três filhos: Antonio, José e Janine.
Na década de 1950 deixou Paranaguá e radicou-se em Curitiba. Em Curitiba iniciou estudos, sendo aluna de Guido Viaro no curso livre da Escola de Música e Belas Artes do Paraná, também participou do Círculo de Artes Plásticas com a professora Adalice Araújo em 1965 e realizou o curso de gravura ministrado pelo professor Fernando Calderari. A artista pintou até os 90 anos de idade. Sendo assim, fez sua vida profissional no Paraná e viveu a maior parte da sua vida no estado.
A obra produzida por Dyminski possui um acervo marcado por uma expressão absoluta, intensidade da cor e o uso de formas orgânicas, onde representa principalmente paisagens, entre elas das cidades litorâneas paranaense. A artista participou de várias exposições individuais e coletivas, no Brasil e no exterior, e, de salões oficiais onde recebeu prêmios como: medalha de Bronze no cinquentenário da Universidade Federal do Paraná; prêmio de aquisição no 19º São Paranaense de Belas Artes, medalha de bronze no 15º Salão de Belas Artes da Primavera; prêmio aquisição Prefeitura Municipal de Curitiba no 21º Salão Paranaense de Belas Artes, 1° prêmio cidade de Londrina no 1º Salão de Arte Religiosa Londrina.
Teve uma breve carreira como professora, lecionando no curso de Letras Polonês da Universidade Federal do Paraná. Em 1982 foi condecorada com o título de Cidadã Honorária de Curitiba. Em 1984 foi agraciada com a Ordem da Polônia Restituta, título concedido pelo governo polonês. Em 2010 Dyminski finalizou a tradução para a língua portuguesa o livro Imigrantes Poloneses no Brasil em 1891, do padre Zygmunt Chelmicki. Morreu aos 92 anos em Curitiba, vítima de problemas cardiorrespiratórios.